# 姬胜德
姬勝德（1944年—），中国人民解放军高级将领，中共元老姬鹏飞之子，前中国人民解放军总参谋部情报部副部长，少将军衔。
1996年，姬勝德任中国人民解放军总参谋部情报部副部长期間，向美国民主党筹款人鍾育瀚匯款30万美元，其中部分是美國克林顿总统竞选连任的经费。
同時，经营厦门远华集团的赖昌星向姬勝德行賄365万美元；姬勝德又私自挪用总参谋部下属公司违纪炒股的收益250万美元；多项银行給予姬勝德的贷款无法收回；姬勝德又出卖军事情报牟取暴利两千多万。 
1999年，因罪行曝光，姬勝德以受贿罪、贪污罪及挪用公款罪等多项罪名之理由被拘捕，解放军军事法庭在一审中判处其死刑，缓期两年执行。姬勝德在上诉后，高层认为他在后期主动交代问题，积极退还赃款，并主动揭发其他人的违法乱纪行为，有立功表现。2002年终审判决将姬的刑罚由死缓改为无期徒刑。由于姬勝德患有严重心脏病，法院准许他保外就医，姬勝德被送到京郊一军队医院治疗。
2020年5月，媒体报道他已获释。